# Maximalbelastungstheorie
Die Maximalbelastungstheorie ist in der Bankbetriebslehre eine von Wolfgang Stützel im Jahre 1959 aufgestellte Theorie, die die Verlustausgleichsfunktion der Eigenmittel betont und dabei liquiditätsorientierte Dispositionsregeln formuliert.

## Entstehungsgeschichte
Wolfgang Stützel  hielt im September 1959 in Kiel einen Vortrag vor Sparkassenprüfern, den er und seine Schüler ausbauten und unter dem Stichwort Maximalbelastungstheorie einen festen Platz in der wissenschaftlichen Bankbetriebslehre verschafften. Als Banken durch die im Oktober 1851 gegründete Berliner Disconto-Gesellschaft Depositen annahmen, wurden Bankkredite erstmals nicht durch Eigenkapital, sondern durch Fremdkapital finanziert, so dass Fristeninkongruenzen mit dem Risiko der Fristentransformation entstanden. Theoretischer Ausgangspunkt war die von Otto Hübner 1854 entwickelte Goldene Bankregel, in der er verlangte, dass der „Credit welchen eine Bank geben kann, ohne Gefahr zu laufen, ihre Verbindlichkeiten nicht erfüllen zu können, muss nicht nur im Betrage, sondern auch in der Qualität dem Credite entsprechen, welchen sie genießt“. Hiermit sprach er sich für eine absolute (quantitative und qualitative) Fristenkongruenz zwischen Aktiva und Passiva aus. Adolph Wagner modifizierte 1857 diese Fristenkongruenz durch seine Bodensatztheorie, die er mit dem Gesetz der großen Zahlen verband: „…aber ist ganz unrichtig, daraus den Schluss zu ziehen, dass 1000 ebenfalls fällige Depositen ebenfalls nicht verwendet werden dürfen“. Karl Knies weitete die Bodensatztheorie 1897 auf die Rediskontierung von Wechseln aus, weil die Reichsbank den Instituten eine Quelle der Beschaffung von Zentralbankgeld zur Verfügung gestellt hatte, bei der sie auch durch Monetarisierung von zirkulationsfähigen Aktiva wie Wechseln Liquidität schaffen konnten.

## Kern der Maximalbelastungstheorie
Stützel erkannte, dass im Falle der maximalen Liquiditätsbelastung die Bodensatztheorie außer Kraft gesetzt ist, da man sich nun nicht mehr „einer sehr großen Zahl voneinander unabhängiger Einzelrisiken gegenübersieht“. Dadurch verschwindet selbst der Bodensatz, der wegen des entstehenden Bank Run zu einem Dominoeffekt mit einem massiven Einlagenabzug führt, dem die betroffenen Banken durch eine Monetarisierung ihrer Vermögensgegenstände entgegenzuwirken versuchen. Hierbei treten immer mehr Liquidationsverluste auf, die zu Deckungsproblemen der Auszahlungsansprüche bei Bankeinlagen führen. Die Verlusthöhe richtet sich nach der Bonität der Schuldner (Adressenausfallrisiko) und dem Zinsertrag der Forderungen (Zinsänderungsrisiko). Diese spezifischen Risiken werden von Stützel in der „Einlegerschutzbilanz“ optisch veranschaulicht. Das vorhandene Eigenkapital muss schließlich ausreichen, um die Liquidationsverluste zu decken. „Die Summe der Verluste, die bei einer derartigen vorzeitigen Abtretung gewisser Aktiva hingenommen werden müssen, darf nie größer sein als das Eigenkapital“.

## Wirtschaftliche Aspekte

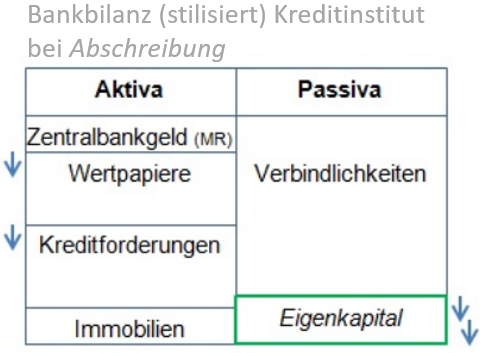
Wertminderungen von Vermögenspositionen (Aktiva) reduzieren die bilanztechnische Größe des Eigenkapitals (Passiva). Dem möchte eine (harte) Kernkapitalquote entgegenwirken.

Damit liefert die Maximalbelastungstheorie auch einen ersten Hinweis auf die Frage, wie viel Eigenkapital zur Sicherung des Liquiditätsrisikos vorhanden sein muss. Zudem hat Stützels Theorie gezeigt, dass die Bodensatztheorie in Krisenzeiten, insbesondere wenn es zu einem Bank Run kommt, nicht anwendbar ist. Je illiquider die Märkte sind, desto höher sind die Abschläge beim Verkauf von Vermögenswerten und umso höher muss das Eigenkapital sein und umgekehrt. Ein funktionierender Kredithandel ist überfordert, wenn gleich mehrere Banken zu Notverkäufen von ganzen Kreditportfolien gezwungen sind, so dass Kreditverkäufe tendenziell zu zunehmenden Verlusten führen können. Die heutige bankenaufsichtsrechtliche Forderung nach einer Mindesthöhe des Quotienten aus Risikopositionen und Eigenmitteln weist eine gedankliche Nähe zur Maximalbelastungstheorie Stützels auf. Die gesetzliche Einlagensicherung soll das Risiko des Bank Run ausschalten und damit einen Haupteffekt der Maximalbelastungstheorie neutralisieren. Im Rahmen der Stresstests werden heute auch Szenarien der Maximalbelastungstheorie simuliert.
Die Maximalbelastungstheorie erhielt ihren Namen durch die maximale Belastung, der sich eine Bank beim Extremszenario eines vollständigen Abzugs der Einlagen durch ihre Gläubiger ausgesetzt sieht, ohne dass diese prolongiert oder substituiert werden. Um die Auszahlungswünsche ihrer Gläubiger zu befriedigen, muss sie auch illiquides Vermögen verlustbringend veräußern. In dieser Hinsicht wurde die Theorie durch zahlreiche Bankenkrisen verifiziert. Der Konkurs der Herstatt-Bank im Juni 1974 brachte ihren Gläubigern mit durchschnittlich 65 % eine Konkursquote, die bewies, dass die Verwertung der Konkursmasse zu Verlusten geführt hat, die das Eigenkapital überstiegen. Als die Lehman Brothers im September 2008 in Konkurs gerieten, gaben sich die Kreditinstitute untereinander im Interbankenhandel keine Kredite mehr, so dass in Europa die EZB als Ersatzgläubiger massiv einspringen musste.
Hierdurch geriet zunehmend im Bank- und Versicherungswesen die Risikotragfähigkeit in den Fokus der Bank- und Versicherungsaufsichtsbehörden. Sie verwirklicht die Grundlagen der Maximalbelastungstheorie im Finanzwesen durch regulatorische Vorschriften. Im Bankwesen muss das ökonomische Kapital das gesamte, maximal mögliche Finanzrisiko eines Kreditinstituts abdecken: „Als ökonomisches Kapital bezeichnet man die Gesamtheit der Risikodeckungspotenziale, die mindestens vorgehalten werden muss, um selbst dann, wenn die vorab definierte Maximalbelastungssituation eintreten sollte, solvent zu bleiben“.